# Gero I
För andra betydelser, se Gero.

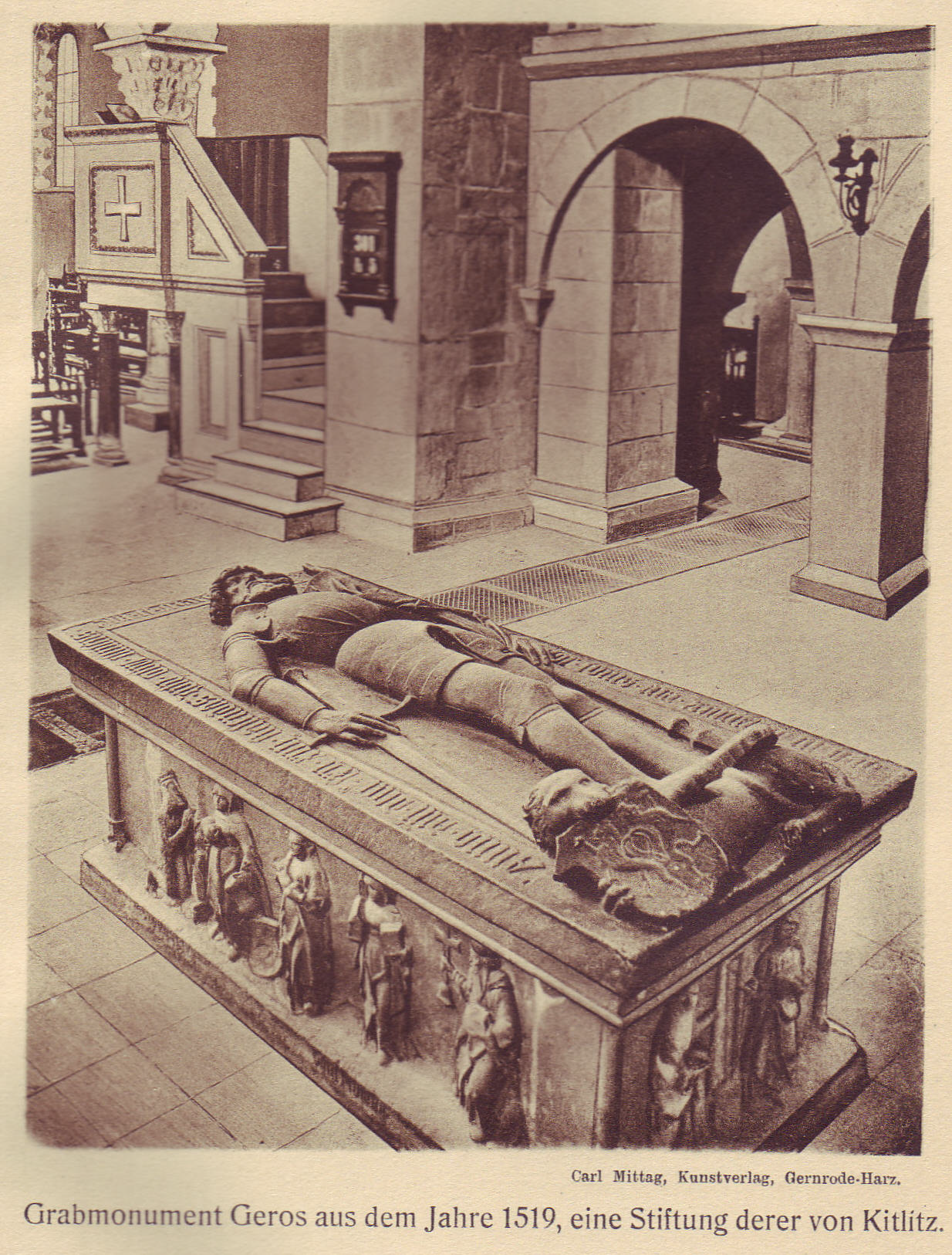
Gero I:s gravmonument från 1519 i S:t Cyriakuskyrkan i Gernrode.

Gero I, även Gero den store, född omkring år 900, död 20 maj 965, var en furste i det tyska kungadömets och det tidiga tysk-romerska rikets östra gränstrakter, under den ottonska dynastin.

## Biografi

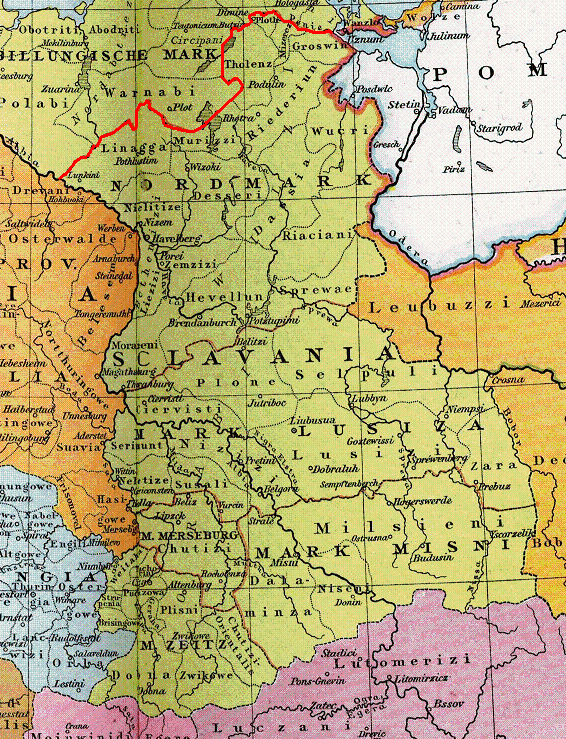
Geromark efter Gero I:s död år 965.

Gero var son till den ostfaliske greven Thietmar I, som var mentor till kung Henrik I av Sachsen. Gero utnämndes av kung Otto I år 937 till markgreve. Han förlänades ursprungligen ett mindre gränsområde med Merseburg som huvudstad. Genom erövringskrig mot västslaviska folk i området, bland annat sorberna, stodorjanerna och ukranerna, utvidgade han sitt gränsterritorium till att omfatta ett vidsträckt område som går under beteckningen Geromark (Marca Geronis), mellan floderna Elbe och Saale i väster och Oder samt Lausitzer Neisse i öster. Territoriet omfattade stora delar av dagens Sachsen, Sachsen-Anhalt och Brandenburg. 
Efter hans död år 965 delade Otto I, som nu var kejsare, området i flera mindre markgrevskap, där den norra delen kallades Nordmark och den södra Sachsiska Ostmark; inom Ostmark bildades Markgrevskapet Lausitz, Markgrevskapet Meissen, Markgrevskapet Zeitz och Markgrevskapet Merseburg, medan Nordmark kom att bli ett huvudsakligen nominellt markgrevskap: större delen av området gick förlorad i det stora slaviska upproret år 983. Återstoden av Nordmark kom senare att bilda Altmark.
Gero begravdes i S:t Cyriakus klosterkyrka i Gernrode; nunneklostret och sedermera staden kom att uppkallas efter honom. De främsta samtida källorna om hans liv är Widukind av Corveys sachsiska historia och Thietmar av Merseburgs krönika.

## Eftermäle
I 1800-talets nationalistiskt influerade historieskrivning kom Gero att bli en symbolisk figur för "Drang nach Osten", den tyska expansionspolitiken österut under medeltiden, vilket också användes i den nazistiska historieskrivningen; Gero har därför varit flitigt omdebatterad och omvärderad i efterkrigstidens historieskrivning.

## Familj
En kvinna omnämnd som Judith har identifierats som möjlig hustru till Gero. Parets söner dog före Gero. Hans syster Hidda gifte sig med markgreve Christian av Serimunt (död 950). Geros ena systerson Gero av Köln (död 976) var ärkebiskop av Köln 969–976; den andre systersonen Thietmar I av Meissen (död 978) blev markgreve av Meissen och Merseburg.